# Raja omirnovi
 Raja omirnovi és una espècie de peix de la família dels raids i de l'ordre dels raïformes.